# PX Index
PX Index — ключевой чешский фондовый индекс. Рассчитывается на Пражской фондовой бирже. До марта 2006 года именовался PX 50. В индекс включается 50 крупнейших по капитализации компаний. PX Index начал рассчитываться 5 апреля 1994 года на уровне 1000,00 пунктов.

## История
Индекс начал рассчитываться 5 апреля 1994 года на уровне 1000 пунктов. В том же году на волне ваучерной приватизации поднялся до 1245 пунктов, но уже к концу года опустился до 557 пунктов. В 1995 году падение продолжилось. 29 июня было достигнуто дно на уровне 387 пунктов. К концу года индекс немного прибавил и достиг уровня в 426 пунктов.
Исторический минимум был достигнут индексом 8 октября 1998 года на уровне 316 пунктов. Катализатором послужил экономический кризис в России.
В 1999 году PX 50 перешагнул через отметку в 500 пунктов. К 24 марту 2000 года был достигнут очередной максимум в 691 пункт после чего начался спад. К 17 сентября 2001 года был практически повторён исторический минимум — индекс опустился до 320 пунктов.
После падения началась новая волна роста: в 2002 году был пройден рубеж в 500 пунктов. 19 ноября 2004 года был пройден рубеж уже в 1000 пунктов. Катализатором роста служило вступление Чехии в Европейский союз. 2005 год был закончен с результатом 1473 пункта.
20 марта 2006 года индекс PX 50 был объединён с индексом PX-D. Объединённый индекс получил название PX.
Максимум был достигнут индексом 29 октября 2007 года на уровне 1589 пунктов.

## Компоненты индекса
По состоянию на апрель 2017 года в индекс входили следующие компании:
| Компания          | отрасль                       | Вес в индексе (%) |
| ----------------- | ----------------------------- | ----------------- |
| CETV              | медиабизнес                   | 1,95              |
| ČEZ               | энергетика                    | 19,13             |
| Erste Group       | банковское дело               | 20,56             |
| Fortuna           | игорный бизнес                | 0,77              |
| Kofola ČS         | напитки                       | 0,63              |
| Komerční banka    | банковское дело               | 20,91             |
| Moneta Money Bank | банковское дело               | 10,12             |
| O2 C.R.           | телекоммуникации              | 6,45              |
| Pegas Nonwovens   |                               | 2,76              |
| Philip Morris CR  | производство табачных изделий | 2,85              |
| Stock Spirits     |                               | 2,40              |
| Unipetrol         | нефтяная промышленность       | 3,31              |
| VIG               | финансовые услуги             | 8,15              |